# حسن‌آباد (مشگین‌شهر)
حسن‌آباد روستایی است که در استان اردبیل، شهرستان مشگین‌شهر، بخش مرکزی، دهستان مشگین شرقی قرار دارد.

## جمعیت
بر اساس سرشماری سال ۱۳۸۵ جمعیت این روستا ۲۶۷ نفر با ۶۴ خانوار بوده‌است.